# John W. Brown (Politiker, 1796)

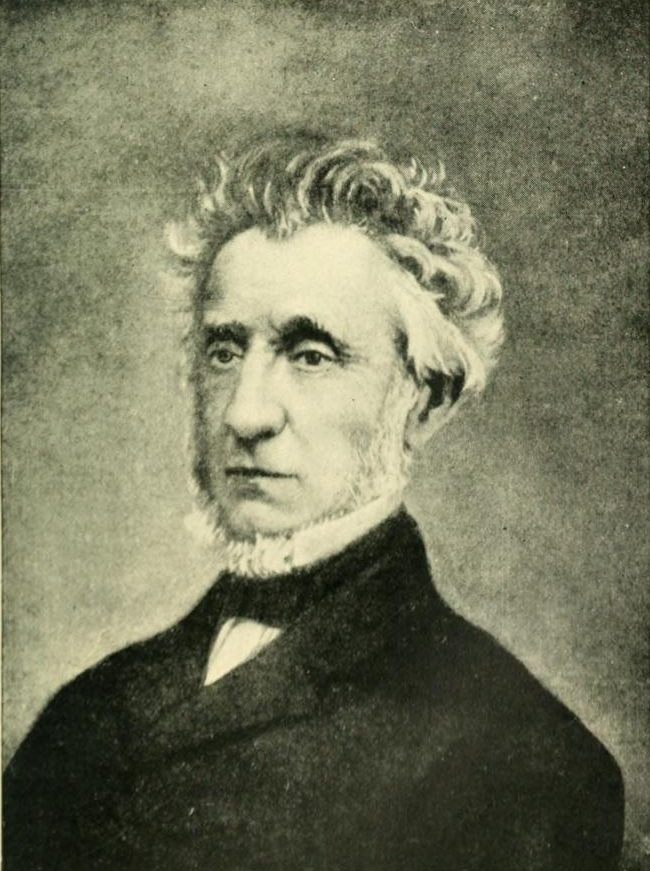
John W. Brown

John W. Brown (* 11. Oktober 1796 in Dundee, Schottland; † 6. September 1875 in Newburgh, New York) war ein US-amerikanischer Jurist und Politiker. Zwischen 1833 und 1837 vertrat er den Bundesstaat New York im US-Repräsentantenhaus.

## Leben
John W. Brown wurde wenige Jahre vor dem Ende des 18. Jahrhunderts in Dundee geboren. Er und sein Vater wanderten 1802 in die Vereinigten Staaten ein und ließen sich in Newburgh nieder. Dort besuchte er öffentliche Schulen. Brown studierte Jura. Seine Zulassung als Anwalt erhielt er 1818 und begann dann in Newburgh zu praktizieren. 1820 wurde er zum Friedensrichter gewählt. Politisch gehörte er der Jacksonian-Fraktion an. Bei den Kongresswahlen des Jahres 1832 wurde Brown im sechsten Wahlbezirk von New York in das US-Repräsentantenhaus in Washington, D.C. gewählt, wo er am 4. März 1833 die Nachfolge von Samuel J. Wilkin antrat. Nach einer erfolgreichen Wiederwahl schied er nach dem 3. März 1837 aus dem Kongress aus. Danach war er wieder als Anwalt tätig. 1849 wurde er zum Richter am New York Supreme Court für den zweiten Gerichtsbezirk gewählt und 1857 wiedergewählt. Er hielt diese Stellung bis 1865. Danach nahm er erneut seine Tätigkeit als Anwalt auf. Er verstarb am 6. September 1875 in Newburgh und wurde dann auf dem Cedar Hill Cemetery beigesetzt.